# Episodi di Romulus (seconda stagione)
La seconda e ultima stagione della serie televisiva Romulus, intitolata Romulus II - La guerra per Roma e composta da otto episodi, è stata trasmessa in prima visione sul canale satellitare italiano Sky Atlantic dal 21 ottobre all'11 novembre 2022. Gli episodi sono inoltre stati trasmessi in simulcast sul canale Sky Cinema Due e Sky Cinema 4K.
| nº | Titolo    | Prima TV         |
| -- | --------- | ---------------- |
| 1  | Offesa    | 21 ottobre 2022  |
| 2  | Decisione | 21 ottobre 2022  |
| 3  | Mostro    | 28 ottobre 2022  |
| 4  | Destino   | 28 ottobre 2022  |
| 5  | Furia     | 4 novembre 2022  |
| 6  | Battaglia | 4 novembre 2022  |
| 7  | Gemelli   | 11 novembre 2022 |
| 8  | Apparenze | 11 novembre 2022 |

## Offesa
- Diretto da: Matteo Rovere
- Scritto da: Filippo Gravino e Guido Iuculano

### Trama
Nelle terre di Velia nel 753 a.C. Yemos e Wiros stanno fondando Roma mentre la
mancanza di un re ad Alba ha messo fine all’alleanza dei 30.
A Cures, nella terra dei Sabini, il re Titos, figlio del dio Sancus, accoglie Yemos e Wiros per unire i due popoli. Ilia è convinta di aver visto il padre Amulius tra i soldati. Titos non mantiene la parola uccidendo Deftri, la guerriera attratta da Wiros, e così si arriva allo scontro tra i suoi soldati e i romani; Ilia prende in ostaggio una sacerdotessa di Titos così da interrompere lo scontro e lasciare Cures portandosi via anche le altre Sabine. Titos promette guerra a Roma.
- Altri interpreti: Ludovica Nasti (Vibia), Maria Rosaria Mingione (Seia), Gaia Altucci (Martia), Bianca Panconi (Volunsia), Piergiuseppe di Tanno (Herenneis), Anna Chiara Colombo (Tarinkri), Valerio Malorni (Adieis), Denis Fasolo (Akron), Demetra Avincola (Deftri), Matteo Leporle (Guerriero gigante di Cures), Francesco Santagada (Maccus), Matteo Bianchi (Guardia di Titos), Carlotta Gamba (Schiava).

## Decisione
- Diretto da: Enrico Maria Artale
- Scritto da: Federico Gnesini e Flaminia Gressi

### Trama
Titos incontra Silvia raccontandole che Yemos non ha accettato la pace rapendo le Sabine. Yemos torna ad Alba venendo rimproverato dalla madre per aver provocato dolore a Numitor a causa della sua scelta di andarsene e per la fine dell’alleanza delle 30 tribù. Wiros intanto incontra Lausus e gli altri re riuscendo ad ottenere il loro aiuto; Atys, re di Satrico, si mostra però restio nel voler aiutare Roma contro i Sabini e, dopo essersela presa con Ersilia, capo delle Sabine, viene allontanato da Wiros. Mentre Yemos affronta Titos negandogli la restituzione delle sacerdotesse, Silvia cerca la mediazione con i Sabini tramite Sabos, il braccio destro del loro re, per evitare il peggio. Tuttavia, mentre Yemos fa l'amore con Ilia, Alba viene saccheggiata dai Sabini e Silvia è costretta a fuggire abbandonando Numitor il quale viene soffocato dal fratello Amulius.
- Altri interpreti: Ludovica Nasti (Vibia), Maria Rosaria Mingione (Seia), Gaia Altucci (Martia), Bianca Panconi (Volunsia), Pietro Micci (Attus), Piergiuseppe di Tanno (Herenneis), Anna Chiara Colombo (Tarinkri), Valerio Malorni (Adieis), Marlon Joubert (Lausus), Giancarlo Commare (Atys), Lorenzo Alessandri (Horatius), Ermanno De Biagi (Sicanus), Denis Fasolo (Akron), Yorgo Voyagis (Numitor), Rocco Maria Franco (Cavaliere di Alba), Aura Ghezzi (Chloris), Francesco Santagada (Maccus), Maziar Firouzi (Graius).

## Mostro
- Diretto da: Enrico Maria Artale
- Scritto da: Federico Gnesini e Flaminia Gressi

### Trama
Un anno prima. Amulius, lasciata Alba, viene accolto in una caverna dalle sacerdotesse Sabine per le quali deve bruciarsi una parte del viso come gesto di purificazione per i suoi peccati. Successivamente viene arruolato da Sabos nell’esercito dei Sabini.
Yemos viene a sapere che Alba è stata devastata, che Numitor è morto e che sua madre è stata catturata dai Sabini. Titos concede a Silvia di seppellire il corpo del padre. Nel bosco Yemos e i suoi affrontano un gruppo di Sabini che si ritirano dopo che il re romano uccide il loro capo Sabos per salvare Wiros; durante lo scontro Ilia si trova faccia a faccia con suo padre che ora si fa chiamare Servios. A fine combattimento Yemos viene ferito gravemente da un arciere.
- Altri interpreti: Ludovica Nasti (Vibia), Maria Rosaria Mingione (Seia), Gaia Altucci (Martia), Bianca Panconi (Volunsia), Pietro Micci (Attus), Piergiuseppe di Tanno (Herenneis), Anna Chiara Colombo (Tarinkri), Valerio Malorni (Adieis), Denis Fasolo (Akron), Yorgo Voyagis (Numitor), Aura Ghezzi (Chloris), Francesco Santagada (Maccus), Michelangelo Dalisi (Uomo cieco), Giordano Nacinelli (Giovane arciere di Cures), Matteo Bianchi (Guardia di Titos), Gianmarco Vettori (Soldato di Cures).

## Destino
- Diretto da: Enrico Maria Artale
- Scritto da: Filippo Gravino e Guido Iuculano

### Trama
Yemos è in fin di vita, e Wiros viene accompagnato da Ersilia nel villaggio in cui è cresciuta per farlo curare. Titos è furioso con Servios e gli altri che hanno battuto ritirata nel bosco. Servios si palesa a una sprezzante Silvia raccontandole che è stata Ilia a salvarlo allontanandolo da Alba. Servios rimpiazza poi Sabos alla guida dei soldati Sabini dopo il passo indietro di Akron che, per questo, viene obbligato dal re a tagliarsi la lingua. Silvia racconta a Titos chi è veramente Servios o meglio suo zio Amulius; il re costringe Servios a chiedere perdono a Silvia che viene spinta a concederglielo. Yemos viene salvato con una trasfusione di sangue grazie a Wiros.
- Special guest star: Silvia Calderoni (Lupa).
- Altri interpreti: Ludovica Nasti (Vibia), Maria Rosaria Mingione (Seia), Gaia Altucci (Martia), Bianca Panconi (Volunsia), Pietro Micci (Attus), Piergiuseppe di Tanno (Herenneis), Anna Chiara Colombo (Tarinkri), Valerio Malorni (Adieis), Denis Fasolo (Akron), Aura Ghezzi (Chloris), Francesco Santagada (Maccus), Matteo Bianchi (Guardia di Titos), Maziar Firouzi (Graius), Michele Guidi (Primo soldato nell'inseguimento di Ilia), Sara Ciocca (Bambina etrusca), Emiliano Brioschi (Markios), Antonio Rocco (Secondo soldato nell'inseguimento di Ilia).

## Furia
- Diretto da: Francesca Mazzoleni
- Scritto da: Filippo Gravino e Guido Iuculano

### Trama
Yemos e Wiros sono tornati a casa per la felicità della loro gente. Ilia viene trovata dai soldati di Servios e così i due si ricongiungono; il padre la obbliga a stare con lui e le dice che Roma è stata distrutta dai Sabini e che i due re sono morti. Ersilia confessa a Wiros di aver pensato di avvelenarlo durante il viaggio. Lausus, re di Gabi, si allea con Titos e cerca di spiegare le sue ragioni a Silvia la quale lo avverte che verranno sconfitti da Yemos. Titos convoca anche gli altri re finora alleati di Yemos e a sorpresa lì fa sgozzare; Lausus chiede a Silvia di salvarlo ma Servios lo trafigge. La
componente storica dei Ruminales ancora fedele alla dea si oppone strenuamente a Yemos intenzionato a usare il sale sacro per conservare la carne; Wiros li fa allontanare con la forza per poter prendere possesso del sale. Ilia, tenuta prigioniera dal padre, viene liberata e si ricongiunge con Yemos. Wiros ed Ersilia finiscono per fare l’amore.
Titos dice a Silvia che il suo esercito attaccherà la città di suo figlio.
- Special guest star: Silvia Calderoni (Lupa).
- Altri interpreti: Ludovica Nasti (Vibia), Maria Rosaria Mingione (Seia), Gaia Altucci (Martia), Bianca Panconi (Volunsia), Pietro Micci (Attus), Piergiuseppe di Tanno (Herenneis), Anna Chiara Colombo (Tarinkri), Valerio Malorni (Adieis), Marlon Joubert (Lausus), Giancarlo Commare (Atys), Lorenzo Alessandri (Horatius), Ermanno De Biagi (Sicanus), Denis Fasolo (Akron), Aura Ghezzi (Chloris), Francesco Santagada (Maccus), Michele Guidi (Primo soldato nell'inseguimento di Ilia), David Dimulescu (Kossus), Leon Mutti (Akilios), Antonio Rocco (Secondo soldato nell'inseguimento di Ilia), Aleph Viola (Soldato di Cures).

## Battaglia
- Diretto da: Michele Alhaique
- Scritto da: Federico Gnesini e Flaminia Gressi

### Trama
I Sabini nel bosco prima di arrivare a Roma cadono in un’imboscata nella quale Akron viene ammazzato da Wiros e Ilia riesce ad uccidere il padre. In quel momento Titos interviene in prima persona e la situazione si ribalta con i romani che sono costretti a ritirarsi. Yemos sente che Rumia ha voluto punirli per la loro superbia e decide di lasciare lo scettro a Wiros. Nel frattempo le sacerdotesse sono riuscite a scappare e a tornare a Cures; Ersilia però ha deciso di restare per Wiros e gli chiede di sposarla.
- Special guest star: Silvia Calderoni (Lupa).
- Altri interpreti: Ludovica Nasti (Vibia), Maria Rosaria Mingione (Seia), Gaia Altucci (Martia), Bianca Panconi (Volunsia), Pietro Micci (Attus), Piergiuseppe di Tanno (Herenneis), Anna Chiara Colombo (Tarinkri), Valerio Malorni (Adieis), Denis Fasolo (Akron), Francesco Santagada (Maccus), Emiliano Brioschi (Markios), Mauro Caterini (Soldato nella capanna delle Sabine).

## Gemelli
- Diretto da: Michele Alhaique
- Scritto da: Filippo Gravino e Guido Iuculano

### Trama
Titos dice a Wiros che se si arrenderanno allora diventeranno i suoi sudditi; se entro tre giorni non accetterà questa offerta allora i romani verranno sterminati.
Wiros è deciso a combattere ma Ilia, davanti al consiglio, si dice contraria e viene allontanata. Yemos è furioso e attacca Wiros mettendogli una mano al collo. Ilia ha però un ripensamento e viene rilasciata; Yemos le chiede invano di tornare nel bosco con i Ruminales.
Silvia si concede a Titos ottenendo di poter fare da mediatrice. Anche lei però non riuscirà a far cambiare idea a Wiros e cerca di spronare il figlio.
Yemos decide di attaccare Wiros ma nello scontro ha la peggio venendo ucciso con una coltellata dal “fratello”. 
- Special guest star: Silvia Calderoni (Lupa).
- Altri interpreti: Piergiuseppe di Tanno (Herenneis), Anna Chiara Colombo (Tarinkri), Francesco Santagada (Maccus), Leon Mutti (Akilios), David Dimulescu (Kossus), Enrica Rosso (Laurentia), Margherita Giacopelli (Sura).

## Apparenze
- Diretto da: Michele Alhaique
- Scritto da: Federico Gnesini e Flaminia Gressi

### Trama
Wiros a sorpresa accetta la resa ma Maccos viene ucciso nel tentativo di accoltellare Titos e così il re e i suoi vengono portati via e incatenati; Titos giura a Ersilia che morirà.
Silvia dice a Titos che desidera la morte di Wiros. Una sacerdotessa dice a Ilia che è incinta e le consente di scappare; dopo aver pensato di uccidere Titos, la guerriera scapperà nel bosco dove poi partorirà. Titos, dopo aver parlato con Laurentia, la donna che dice di aver trovato Wiros neonato nel bosco, pensa che il rivale possa essere suo fratello: la leggenda narra che su quattro fratelli neonati solo Titos sia sopravvissuto venendo quindi consacrato come figlio di Sancos ma solo due cadaveri furono ritrovati e quindi Wiros potrebbe essere il fratello sopravvissuto. Intanto il corpo di Yemos viene bruciato con Silvia che non riesce a dirgli addio. Titos sottopone Wiros alla prova del bosco, legandolo a un albero pet tutta la notte in balia dei lupi. Se sopravvivrà allora la profezia sarà vera. E infatti così avviene, il mattino dopo Wiros viene rinvenuto sano e salvo e riconosciuto come il fratello perduto e ritrovato. 
Titos celebra Wiros e lo incorona re di Roma dicendo pubblicamente che è suo fratello; in realtà Laurentia, su input di Ersilia, aveva creato per Wiros lo stesso mantello che Titos aveva da bambino tanto da fargli venire il dubbio che loro due possano essere fratelli e quindi questa mossa della sacerdotessa è servita per salvare la vita a Wiros il quale dice pubblicamente che ora si farà chiamare Romulus.
- Altri interpreti: Ludovica Nasti (Vibia), Maria Rosaria Mingione (Seia), Gaia Altucci (Martia), Bianca Panconi (Volunsia), Pietro Micci (Attus), Piergiuseppe di Tanno (Herenneis), Francesco Santagada (Maccus), Emiliano Brioschi (Markios), Leon Mutti (Akilios), David Dimulescu (Kossus), Enrica Rosso (Laurentia), Margherita Giacopelli (Sura).